# Schtschukin-Theaterhochschule

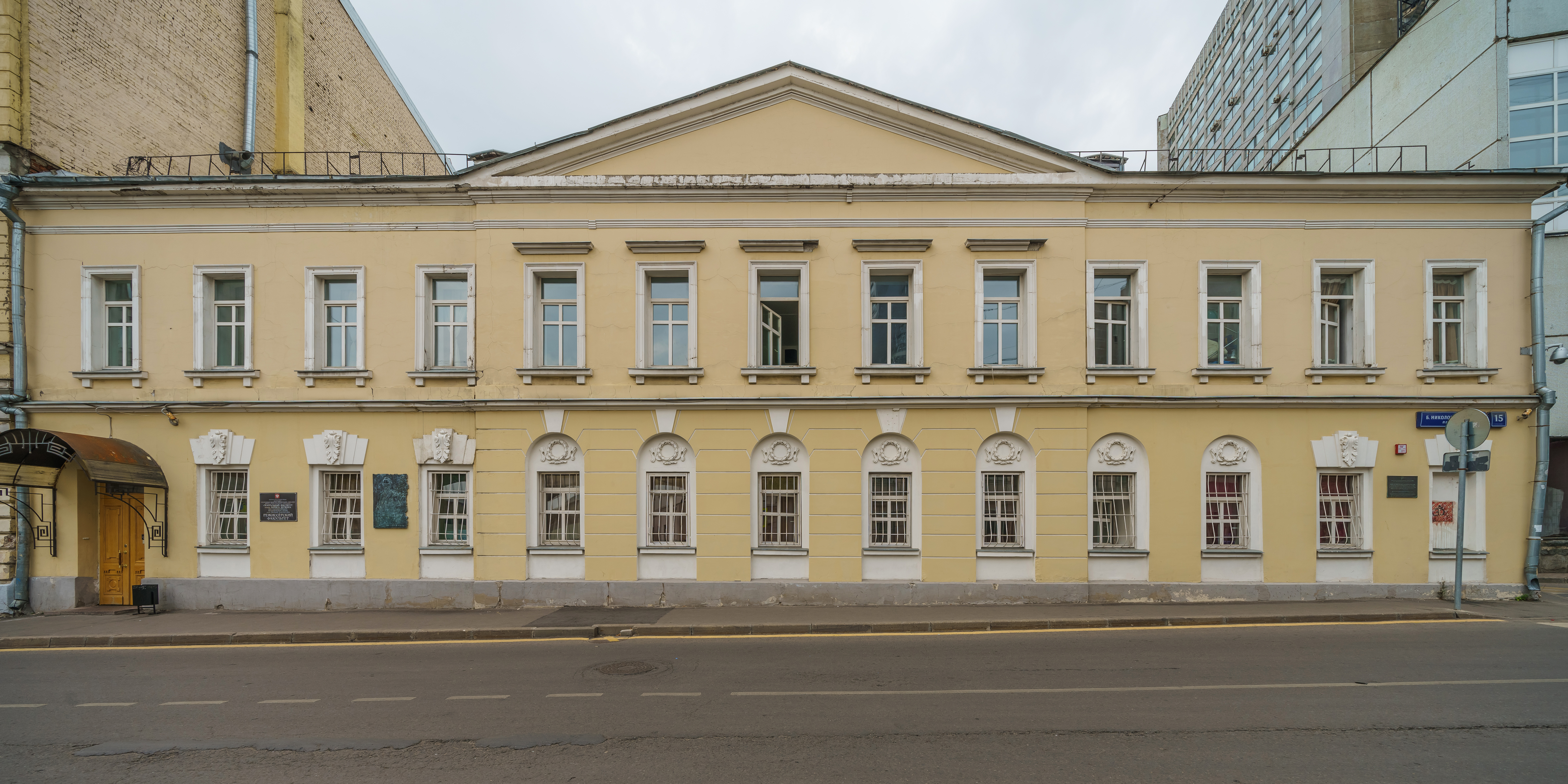
Hauptgebäude (2018)

Die Schtschukin-Theaterhochschule (russisch Театральный институт имени Бориса Щукина) ist eine Hochschule für Theater in Moskau.
Die Schule wurde 1914 gegründet und ist dem Wachtangow-Theater angegliedert. Sie ist benannt nach dem sowjetischen Schauspieler und Regisseur Boris Wassiljewitsch Schtschukin.